# 翠菊
翠菊（学名：Callistephus chinensis），又名五月菊（云南）、江西腊、藍菊，为菊科翠菊属中唯一一种植物，最初被分入紫菀属，後单独成一属。翠菊在日本是非常重要的园艺切花材料。

## 形态
一年生草本植物，株高30－100厘米，茎直立，叶互生，长卵形，长4－8厘米，叶缘有粗锯齿，有葉柄，茎葉被白色柔毛。花头直径3－10厘米，舌片有白、粉、红、藍、紫等色，中心管状花一般为黄色，花头形态多样，花型从单瓣到重瓣不一，非常美丽。

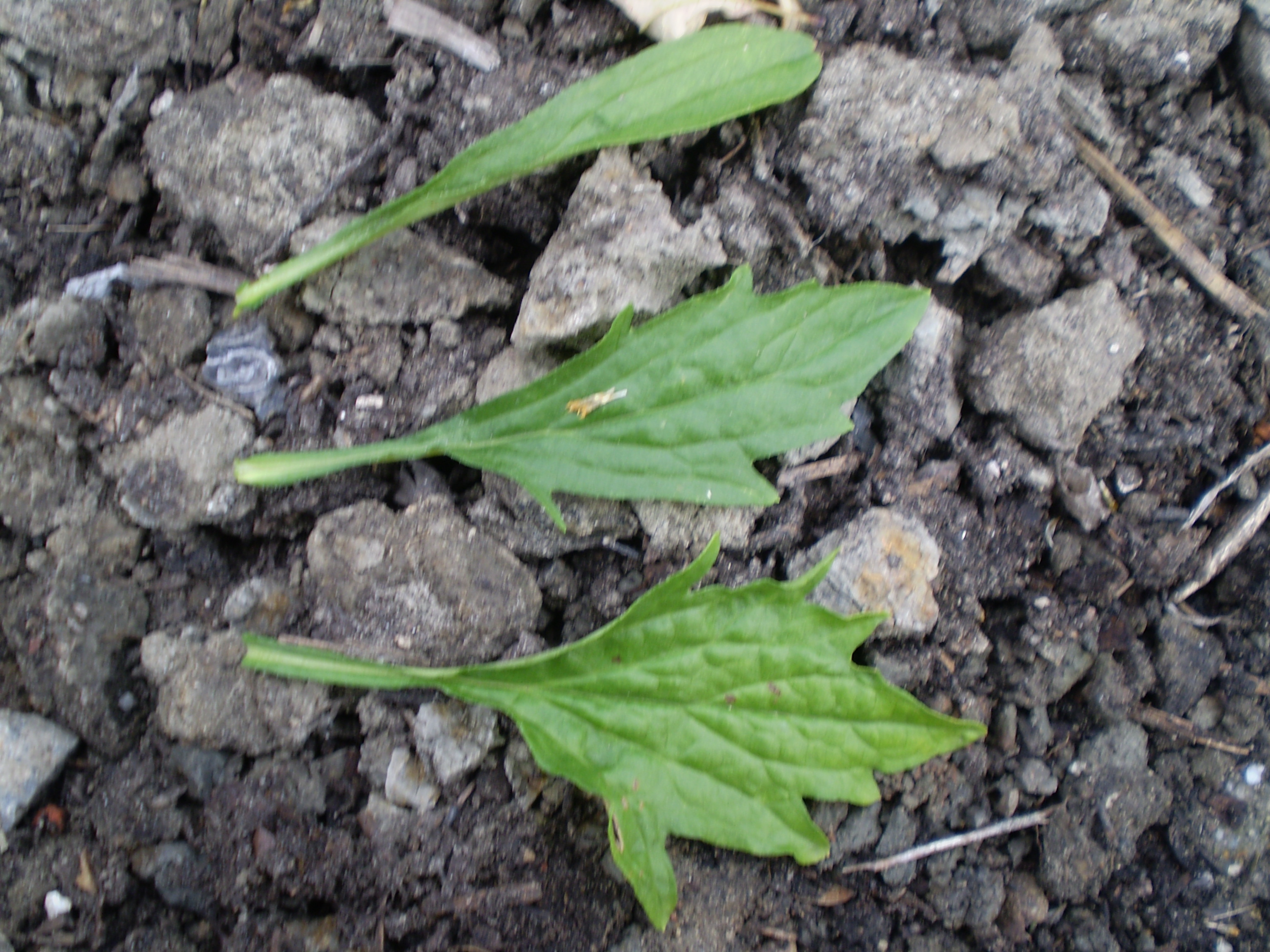
叶
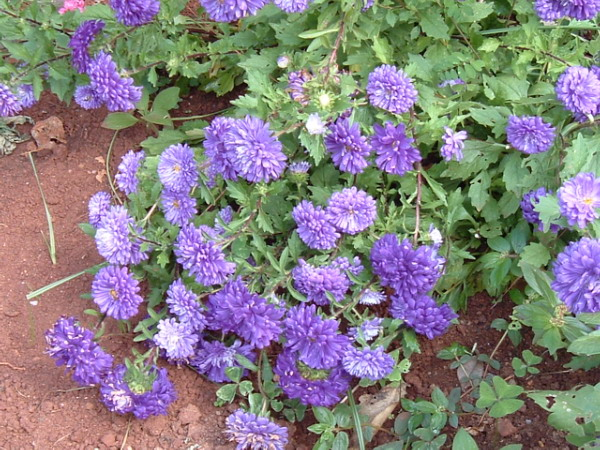
翠菊花丛
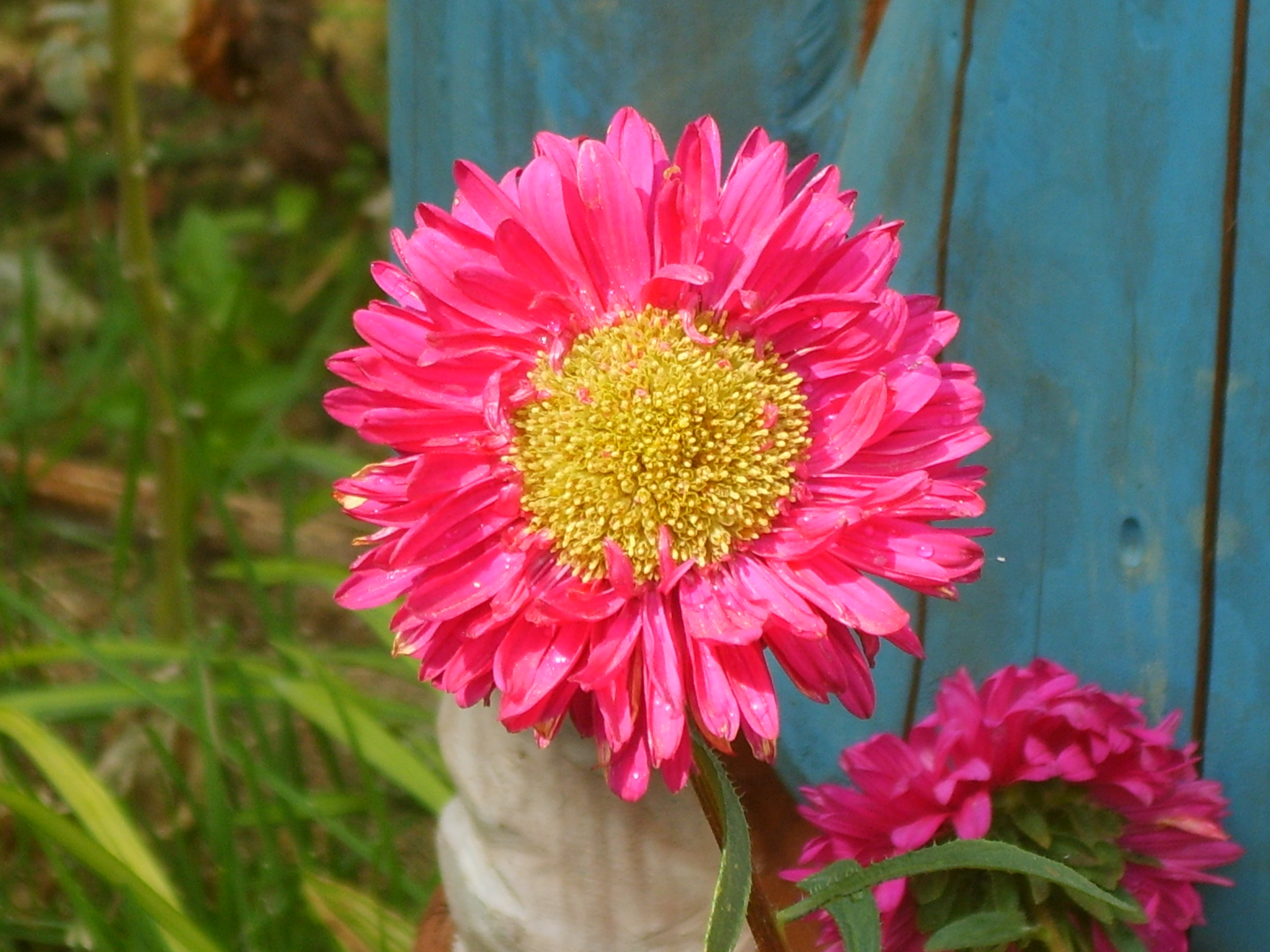
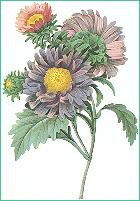
Redouté绘制

## 分布
分布在朝鲜、俄罗斯、日本以及中国大陆的山西、河北、吉林、四川、山东、云南、辽宁等地，生长于海拔30米至2,700米的地区，一般生长在山坡草丛、水边、山坡撩荒地或疏林阴处。